# A Night at the Odeon
A Night at the Odeon  è un album dal vivo del gruppo musicale britannico Queen, pubblicato nel novembre 2015.
L'album è la prima pubblicazione ufficiale della celebre esibizione della band nel giorno della vigilia di Natale allo Hammersmith Odeon nel 1975, filmata dalla BBC. Lo show fu trasmesso da BBC2 e BBC Radio 1, e include una delle prime esecuzioni dal vivo in assoluto di Bohemian Rhapsody. Il concerto, prima di questa uscita ufficiale, era uno dei più famosi bootleg dei Queen.

## Descrizione
Il concerto tenutosi il 24 dicembre 1975 presso l'Hammersmith Odeon fu la data finale del tour britannico dei Queen in supporto all'album A Night at the Opera, pubblicato solo poche settimane prima e divenuto immediatamente disco di platino in madrepatria. Il singolo Bohemian Rhapsody era nel mezzo del suo periodo di nove settimane di permanenza in prima posizione della classifica inglese, e l'esibizione fu una delle prime volte nelle quali la canzone venne suonata dal vivo (anche se non interamente). I Queen avevano già suonato in quattro concerti all'Odeon durante il tour, ricevendo ottime recensioni da parte della stampa musicale.
Il concerto venne presentato su Melody Maker con la frase: «La band più regale d'Inghilterra attende la vostra presenza...» e tutti i 5.000 biglietti andarono esauriti in poco tempo. Il chitarrista Brian May ricordò in seguito: «Questo concerto fu molto speciale perché si trattò della prima volta dove suoniamo un intero show integralmente ripreso in diretta dalla televisione». Freddie Mercury suonò sul palco un pianoforte bianco Bechstein appositamente importato per il concerto.
Sebbene A Night at the Opera fosse in classifica all'epoca del concerto, la scaletta della band era maggiormente incentrata su brani precedenti che funzionavano bene dal vivo, compreso anche un medley di vecchi classici rock 'n' roll nel finale. Il gruppo suonò solamente la sezione "lenta" di Bohemian Rhapsody come parte di un medley con altro vecchio materiale, e l'unica altra canzone tratta da A Night at the Opera fu God Save the Queen, l'inno nazionale britannico.
Il concerto venne trasmesso in tv da BBC2 come parte del programma musicale The Old Grey Whistle Test, e radiotrasmesso da BBC Radio 1.
I nastri multitraccia originali dell'esibizione furono a lungo creduti perduti, prima di essere ritrovati nel 2009 e restaurati dai tecnici del suono Justin Shirley-Smith, Kris Fredriksson, e Josh Macrae.

## Pubblicazione
La versione rimasterizzata e restaurata dello show venne pubblicata il 20 novembre 2015 in formato CD, DVD, SD Blu-ray e doppio LP in vinile. Il DVD/Blu-ray contiene anche materiale extra proveniente dalla prima tournée dei Queen in Giappone nel 1975, e un documentario di 22 minuti con interviste a Brian May, Roger Taylor e Harris intitolato Looking Back at the Odeon.

## Tracce
Versione CD
1. Now I'm Here (Brian May) - 4:43
2. Ogre Battle (Freddie Mercury) - 5:19
3. White Queen (As It Began) (May) - 5:31
4. Bohemian Rhapsody (Mercury) - 2:28
5. Killer Queen (Mercury) - 2:08
6. The March of the Black Queen (Mercury) - 1:30
7. Bohemian Rhapsody (Reprise) (Mercury) - 1:02
8. Bring Back That Leroy Brown (Mercury) - 1:32
9. Brighton Rock (May) - 2:24
10. Guitar Solo (May) - 6:37
11. Son and Daughter (May) - 1:44
12. Keep Yourself Alive (May) - 4:33
13. Liar (Mercury) - 8:45
14. In the Lap of the Gods... Revisited (Mercury) - 5:24
15. Big Spender (Cy Coleman, Dorothy Fields) - 1:24
16. Jailhouse Rock/Stupid Cupid/Be Bop A Lula (A.V.) - 9:21
17. Seven Seas of Rhye (Mercury) - 3:11
18. See What a Fool I've Been (May) - 4:22
19. God Save the Queen (Tradizionale, arr. May) - 1:23

### Extra DVD/SD Blu-ray
Live in Japan '75
1. Now I'm Here (Live at the Budokan, Tokyo, Giappone, 1º maggio 1975)
2. Killer Queen (Live at the Budokan, Tokyo, Giappone, 1º maggio 1975)
3. In the Lap of the Gods... Revisited (Live at the Budokan, Tokyo, Giappone, 1º maggio 1975)

## Formazione
- Freddie Mercury – voce solista, pianoforte
- Brian May – chitarra, cori, ukulele in Bring Back That Leroy Brown
- Roger Taylor – batteria, percussioni, cori, seconda voce in The March of the Black Queen
- John Deacon – basso, cori, triangolo in Killer Queen